# Mill Peak
Der Mill Peak ist ein markanter und 1760 m (nach australischen Angaben 1300 m) hoher Berg im ostantarktischen Mac-Robertson-Land. Er ragt 16 km südlich des Pearce Peak und 50 km südlich des Kap Simpson aus dem Antarktischen Eisschild auf.
Teilnehmern der British Australian and New Zealand Antarctic Research Expedition (1929–1931) unter der Leitung des australischen Polarforschers Douglas Mawson entdeckten ihn im Februar 1931. Mawson benannte ihn nach Hugh Robert Mill (1861–1950), langjähriger Bibliothekar der Royal Geographical Society.